# Teugn
Teugn là một đô thị thuộc huyện Kelheim, bang Bayern, Đức.
Đô thị Teugn có diện tích 17,08  km², dân số cuối năm 2006 là 1554 người.